# Iglesia de San Nicolás de la Villa (Córdoba)

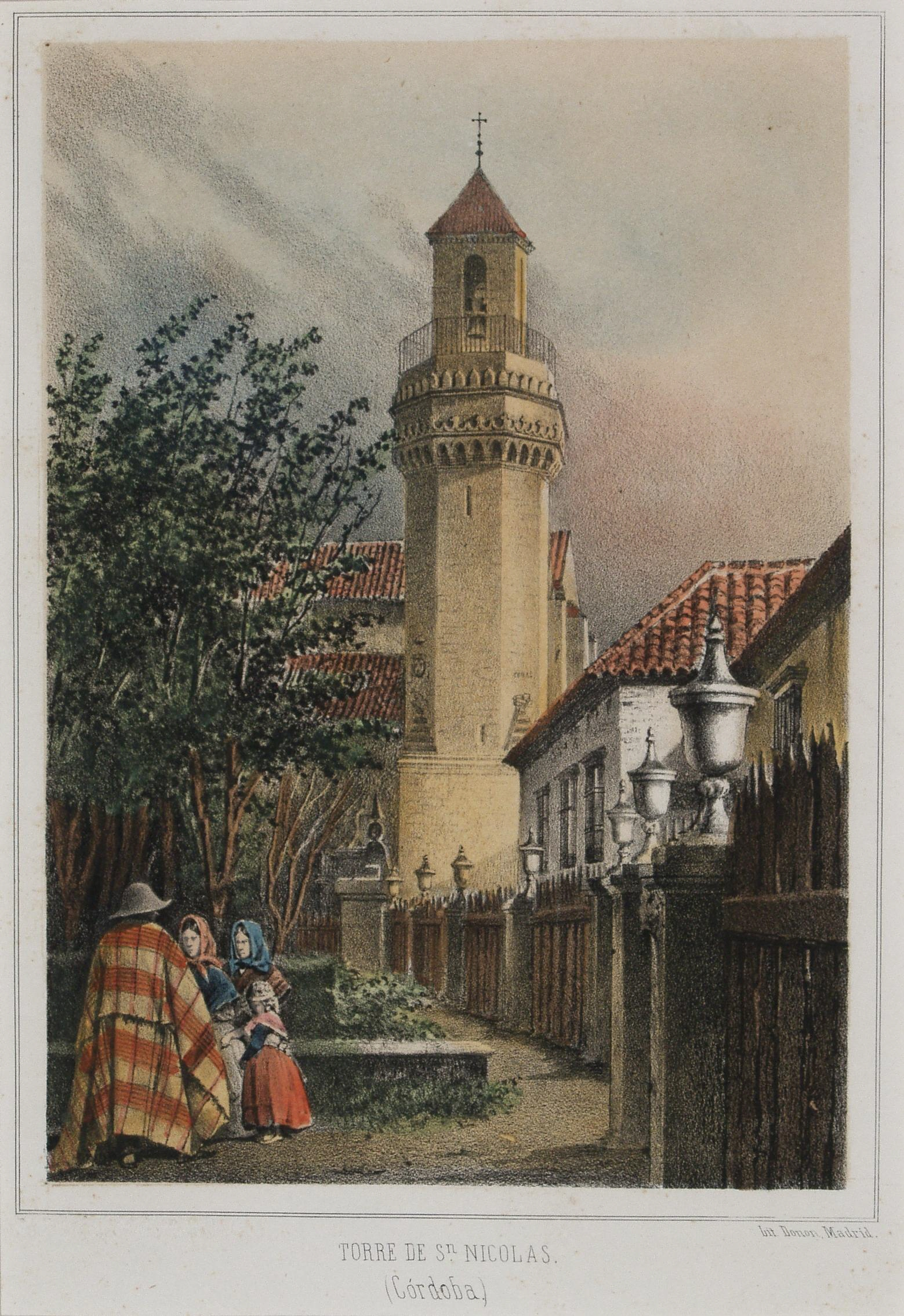
La torre de la iglesia de San Nicolás de la Villa en una litografía de Francisco Javier Parcerisa de 1855 ubicada en el Museo de Bellas Artes de Córdoba

La iglesia de San Nicolás de la Villa es un templo católico situado en la ciudad de Córdoba, España, y su fundación se remonta al siglo XIII, constituyéndose como una de las iglesias fernandinas. No obstante, el paso de los siglos se ha dejado sentir en el inmueble por la adición de nuevos elementos o la transformación de los existentes, perviviendo en su fábrica diferentes estilos.
Se conserva la primitiva estructura del gótico-mudéjar con planta casi cuadrada, de tres naves sin crucero. La portada principal, obra de Hernán Ruiz II, fue construida en el siglo XVI bajo los postulados renacentista y manierista. La torre es de una fuerte impronta militar, comenzándose su edificación en época de los Reyes Católicos, sobre los restos de un anterior alminar islámico.
En los siglos XVII y XVIII, el templo sufrió importantes transformaciones arquitectónicas en la torre, portadas, cubiertas de las dos naves laterales, así como otras edificaciones que le han dado una configuración barroca al conjunto construido. En esta iglesia se encuentra la Hermandad de La Sentencia. Fue declarado Bien de Interés Cultural el 3 de noviembre de 2003.

## Interior
La iglesia parroquial de San Nicolás de la Villa se configura como un conjunto arquitectónico en cuya fábrica perviven diferentes estilos artísticos, fruto de las distintas etapas constructivas llevadas a cabo a lo largo del tiempo.
El templo es de tres naves con cabeceras rectangulares y planas. La nave central más profunda, alta y ancha que las laterales, está cubierta con armadura de madera, con tirantes de forja, compuesta bajo los postulados manierista inspirada en modelos de Serlio. Consta de una trama de grandes octógonos enlazados con cuadrados menores, todos ellos decorados con motivos policromados.
Las tres naves están separadas mediante pilares de sección cruciforme, a los que se adosan medias columnas que sirven de apeo a los arcos formeros, apuntados y doblados. En el paramento de la nave central se adosan también pilastras sobre las que apoyan arcos ciegos apuntados que voltean en la zona superior del muro.
Las dos naves laterales se cubren con bóvedas de aristas en cuyo centro muestran claves decoradas con motivos vegetales en estuco, de época barroca. Sus cabeceras están cubiertas con dos tramos de bóvedas de crucería cuatripartita.
El muro que cierra los pies de la nave de la Epístola, está cubierto con decoración pictórica realizada al fresco. Presenta el tema iconográfico de La Oración en el Huerto, cuya composición piramidal muestra a Cristo en el centro, arrodillado y con la mirada hacia el cielo donde se encuentra un ángel portando la Cruz. A su izquierda, sedente, San Pedro y a la derecha dos apóstoles dormidos. Al fondo del paisaje un grupo de personajes señalan a Cristo. El conjunto está decorado con volutas, ramos de flores y guirnaldas.
La capilla mayor tiene planta rectangular y testero plano, sus tres tramos se cubren con bóveda de crucería cuatripartita. Se abre a la nave central a través de un arco triunfal de perfilería ojival. Las cabeceras de las tres naves se comunican entre sí mediante vanos apuntados y abocinados.
A la nave del Evangelio se abre la capilla Bautismal, cuya construcción, realizada bajo el mecenazgo de Leopoldo de Austria, fue llevada a cabo por Hernán Ruiz II, siendo la parte escultórica de Sebastián Peñarredonda. Es de planta rectangular, muestra los paramentos lisos hasta llegar al friso, decorado con ángeles desnudos de movidas actitudes, que sirven de arranque a los cuatro arcos que soportan la bóveda pseudo-elíptica sobre pechinas, que cubre el espacio. En los ángulos, sobre las pechinas presenta cuatro personajes del Antiguo Testamento. En el centro de la bóveda aparece la imagen de la Virgen de la Asunción rodeada de ángeles, asimismo, en la zona frontal de la capilla, el relieve del Bautismo de Cristo. La portada de ingreso a la capilla desde la nave, se compone de un vano carpanel inscrito en un rectángulo, delimitado por dos pilastras que rematan en un entablamento sobre el cual se ubica una hornacina avenerada, en cuyo interior alberga las imágenes de San Juan y de Cristo, representando el tema iconográfico del Bautismo. El conjunto está decorado con profusa decoración de grutescos.
Del siglo XVI es la configuración definitiva del cuerpo formado por la sacristía y antesacristía; esta última de planta rectangular, construida con muros de sillería regular, tiene acceso desde el pórtico lateral y desde el interior de la iglesia. La sacristía de planta cuadrangular está cubierta con alfarje mudéjar de casetones rectangulares que alterna con cuadrados, dejando un espacio central que se decora con lacería y mocárabes. Esta cubierta cubría originariamente la nave de la epístola trasladándose a este lugar en el siglo XVIII.
La escalera de caracol que comunica al entresuelo con la antesacristía está construida en piedra. Se compone de peldaños con forma convexa y un vástago central helicoidal cuya ranura sirve de pasamano. A lo largo del siglo XVIII se hicieron profundas transformaciones en el templo. De esta época data la construcción de la portada que comunica la nave de la Epístola con la sacristía, obra de Alonso Gómez de Sandoval. Está labrada en mármoles rojos y negros y se compone de un vano adintelado, cubierto con una puerta de madera tallada, flanqueado por columnas y frontón semicircular partido.

## Fachada

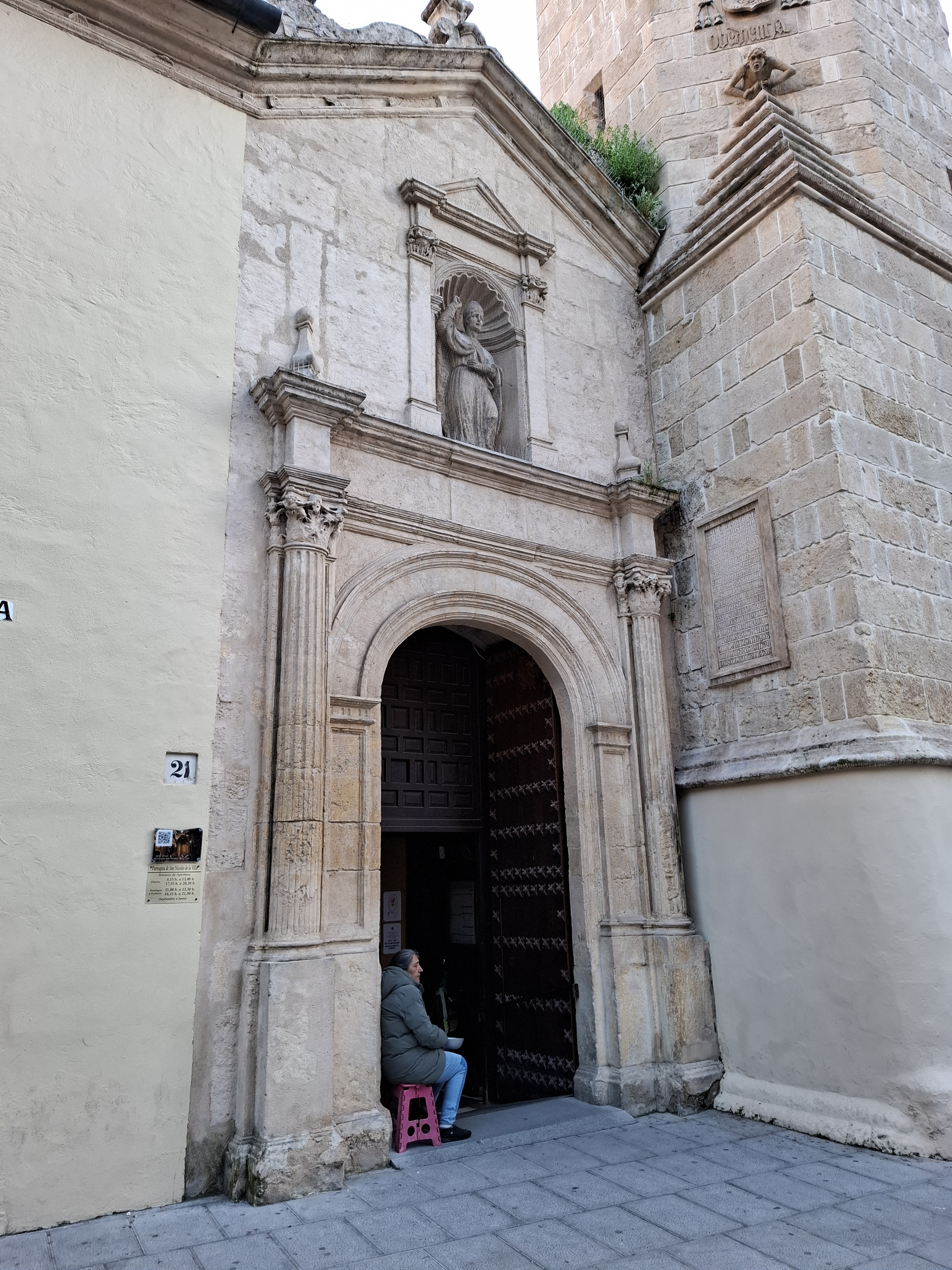
Portada principal de la iglesia de San Nicolás.

El templo está construido con sillares de piedra a soga y tizón. Destacan en su exterior dos fachadas ubicadas en los frentes norte y sur. La portada de la fachada sur es la más antigua de la iglesia y da acceso a la nave de la Epístola. Consta de un vano apuntado y abocinado, compuesto de diez toros rematado con línea de puntas de diamante. El conjunto arranca de un sencillo bocel sustentado por columnillas con capiteles decorados con hojas cuadrifolias. Está precedida por un pórtico construido en el siglo XV, cuyos frentes presentan vanos de medio punto inscritos en alfiz, sobre fustes y capiteles de acarreo. Actualmente el pórtico se encuentra cerrado por una cancela de forja con montante en abanico.
La portada principal, situada al norte, es obra del siglo XVI realizada por Hernán Ruiz II. Se compone de un alzado de dos cuerpos; el primero se estructura mediante un vano de medio punto sobre jambas de pilastras cajeadas, flanqueado por columnas de fuste estriado, sobre plinto y capitel corintio, en los que descansa un entablamento terminado en sus laterales con pináculos. El segundo cuerpo muestra una hornacina central, avenerada, en cuyo interior alberga al santo titular, flanqueada por pilastras y entablamento superior coronado con frontón triangular.

## Campanario

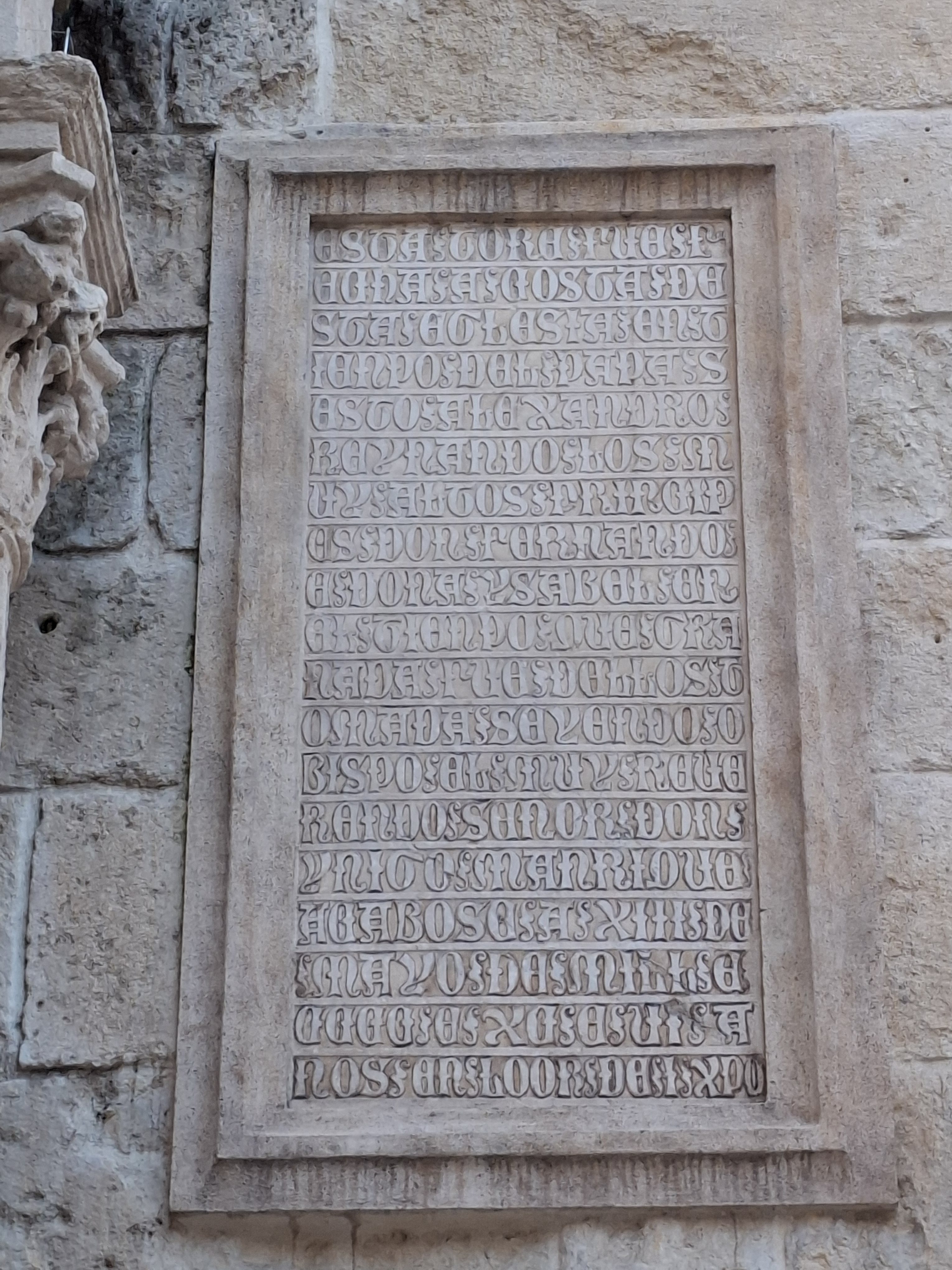
Placa conmemorativa de la construcción del campanario de la iglesia de San Nicolás: Esta torre fue fecha a costa desta eglesia en tiempo del papa sesto alexandro y de los muy altos principes don fernando y dona ysabel en tiempo que granada fue dellos tomada seyendo obispo el muy reverendo senor don ynigo manrique. acabose a XIII de mayo de mil e ccc e xc e vi [1496]. a nos en loor de xpo [Jesucristo].

La torre forma parte de la fachada norte y está situada a la derecha de la portada. Fue construida sobre los restos de un antiguo alminar islámico, en el siglo XV, finalizando las obras en 1496, y es atribuida a Gonzalo Rodríguez. Su fábrica de fuerte impronta militar es de piedra y presenta un alzado de dos cuerpo de desigual desarrollo coronados por un pequeño remate para las campanas. El primer cuerpo es cuadrangular y en uno de sus frentes presenta una lápida conmemorativa en la que se indica la fecha de su construcción. El segundo es de planta poligonal.
La transición entre ambos cuerpos se realiza, en dos de los cuatro ángulos, con estructuras piramidales sobre las cuales aparecen las figuras alegóricas de la Paciencia y la Obediencia. Asimismo, en uno de sus frentes presenta el escudo del obispo de Córdoba Íñigo Manrique de Lara y una placa conmemorativa de su construcción. El cuerpo poligonal se remata con una sencilla moldura de arquillos ciegos coronados por una crestería floral, que sirve de apoyo a un tambor octogonal, de mayor diámetro, ceñido por un relieve donde se repiten, en alternancia, flores de tres pétalos y puntas de lanza sobre filete corrido. El tambor se corona con un listel con singulares almenas rematadas por apilamiento de tejadillos. La torre se termina en el siglo XVIII con un cuerpo de campanas de base cuadrada cubierto de tejadillo piramidal sobre cornisa moldurada y barandilla de hierro.
Esta torre fue replicada por el arquitecto Carlos Saénz de Santamaría para la Exposición Iberoamericana de Sevilla en 1929, conservándose en la actualidad en la avenida de la Reina Mercedes de Sevilla. En noviembre de 2019 el campanario sufrió un proceso de restauración que finalizó en agosto de 2020.